# Robinsonada

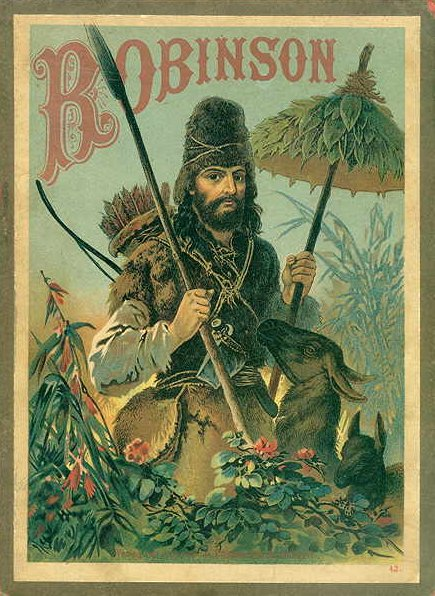
Robinson Crusoe na ilustracji z 1887.

Robinsonada – prawdziwa lub fikcyjna podróż samotnego człowieka, zdanego na własne siły, pomysłowość, zaradność, w trudnych warunkach, spowodowana najczęściej żądzą przygód. Nazwa ta pochodzi od imienia Robinsona Crusoe, żeglarza wyrzuconego na bezludną wyspę, tytułowego bohatera powieści Przypadki Robinsona Crusoe angielskiego pisarza Daniela Defoe wydanej w 1719.
Jest to podróżowanie, traperstwo, zwiedzanie,  globtroterstwo, karawaning, turystyka. Może to być także wyprawa dzieci w dalekie kraje, w tajemnicy przed opiekunami (rodzicami). Określa się tak również życie w warunkach prymitywnych, trudnych, pełnych nieoczekiwanych zdarzeń. 

## Gatunek literacki
W literaturze określa się tak odmianę powieści ukształtowanej pod wpływem Przypadków Robinsona Crusoe, powieści, której schemat był często naśladowany bądź parafrazowany.
Robinsonada charakteryzuje się zaczerpniętymi z tej powieści wzorcami fabularnymi, skupiającymi się wokół rozbitka na bezludnej wyspie, kształtującego od podstaw zalążki nowej cywilizacji, wykazującego się zaradnością w trudnych warunkach.

## Przykładowe robinsonady
- Robinson szwajcarski(inne języki) J. D. Wyssa (1812)
- powieści Juliusza Verne’a: Tajemnicza wyspa (1874), Szkoła Robinsonów (1882), Dwa lata wakacji (1888), Druga ojczyzna (1900), Ojczyzna rozbitków (1909)
- powieści Władysława Umińskiego: Balonem do bieguna (1892), Na falach Atlantyku (1893), Wędrowna wyspa (1894)[2]
- Przygody młodzieńca, czyli Robinson polski Adolfa Dygasińskiego (1896)
- Wyspa Robinsona (1954) Arkadego Fiedlera
- Władca much (1954) Williama Goldinga
- Eden (1959) Stanisława Lema
- Marsjanin (2011) Andy’ego Weira.

Także film Robinson warszawski (Miasto nieujarzmione) w reżyserii Jerzego Zarzyckiego (1950).
Elementy robinsonady występują np. w Księdze dżungli Rudyarda Kiplinga, w cyklu o Tarzanie Edgara Rice’a Burroughsa, a w utworach polskich autorów np. w cyklu Wodzu wyspa jest twoja Ryszarda Liskowackiego.